# The Best Things in Life Are Free
The Best Things in Life Are Free è una canzone cantata in duetto dai cantanti statunitensi Janet Jackson e Luther Vandross, presente nella colonna sonora del film Pioggia di soldi (Mo' Money) e pubblicata come singolo il 12 maggio 1992 negli Stati Uniti e il 20 luglio dello stesso anno nel Regno Unito.

## Descrizione

### Composizione
Il brano, in stile rhythm and blues, dance pop e house, venne scritto, composto e prodotto dal duo di compositori e produttori musicali Jimmy Jam & Terry Lewis, che avevano già collaborato a due album di Janet Jackson, Control (1986) e Rhythm Nation 1814 (1989), durante la lavorazione del successivo album janet., che sarebbe stato pubblicato nel 1993. Il brano fu coscritto da Ronnie DeVoe e Michael Bivins dei New Edition, Harry Wayne Casey e Richard Finch.
Vi partecipano come ospiti i cantanti rhythm and blues e hip hop Bell Biv DeVoe e Ralph Tresvant, anch'essi membri dei New Edition.
Sulla collaborazione con Luther Vandross la cantante dichiarò:
(Janet Jackson su Billboard, 17 maggio 2018)

### Pubblicazione e successo
La canzone fu inserita nella colonna sonora del film Pioggia di soldi (1992), e venne nominata ai Grammy Awards come "Miglior singolo cantato da un gruppo o un duo". Raggiunse la posizione numero 10 nella classifica di Billboard ed ebbe un buon successo anche nel resto del mondo.
Fu inserita in seguito nelle raccolte Design of a Decade 1986/1996 e Number Ones di Janet Jackson, e One Night With You: The Best of Love, Volume 2 e Lovesongs di Luther Vandross.

## Classifiche
| Classifica (1992)              | Posizione |
| ------------------------------ | --------- |
| Australia                      | 2         |
| Canada                         | 4         |
| Paesi Bassi                    | 5         |
| Francia                        | 15        |
| Nuova Zelanda                  | 6         |
| Regno Unito                    | 2         |
| Billboard (USA)                | 10        |
| Rhythm and blues/hip hop (USA) | 1         |
| Dance (USA)                    | 3         |